# سفارة السويد في إندونيسيا
سفارة السويد في إندونيسيا هي أرفع تمثيل دبلوماسي لدولة السويد لدى إندونيسيا. تقع السفارة في وهي تهدف لتعزيز المصالح السويدية في إندونيسيا.

## وصلات خارجية
- قائمة سفارات السويد
- قائمة السفارات في إندونيسيا